# Мариана Мелнишка
Мариана Христова Мелнишка, също Мариана Екимова-Мелнишка, е български преводач, журналист, преподавател.

## Биография
Родена е на 22 юни 1947 г. Завършва английска филология в Софийския държавен университет. Работи като преводач и журналист.
От 1997 г. в продължение на 4 години ръководи за България и популяризира международната програма за експеренциално образование Outward Bound – за образование навън към света, на открито, сред природата.
Мариана Мелнишка е дългогодишен преподавател в Нов български университет. Води курсове по специализиран английски език в департамент „Икономика и бизнес администрация“ и ръководи Магистърска програма „Управление на туризма“ в НБУ.
Към 2010 г. Мариана Мелнишка започва мащабно изследване на знакови сгради и къщи в България, като резултатите от него са публикувани в двутомно издание. Тя е също автор на десетки пътеписи и статии.

### Авторски книги
- (в съавторство с Александър Н. Геров) Къщите говорят, София: Издателство на НБУ и Сиела, 2016 ISBN 9789545359422 (2-ро изд. 2019)
- (в съавторство с Александър Н. Геров) Къщите още говорят, София: Издателство на НБУ и Сиела, 2018 ISBN 9786192330361
- (в съавторство с Александър Н. Геров) Видин - портал към Европа: пешеходни маршрути (пътеводител; издания на англ. и немски език), София: НБУ, 2021 ISBN 978-619-233-155-9

### Преводи
- „Грешницата от Лайм Риджис“ от Джон Фаулз, изд. „Народна култура“, 1984.
- „Портокал с часовников механизъм“ от Антъни Бърджес, изд. „Галактика“, 1991.
- „Вечерните новини“ от Артър Хейли, изд. „Интерпринт“, 1991.
- „Хари Потър и Стаята на тайните“ от Джоан Роулинг, изд. „Егмонт“, 2001.
- „Хари Потър и Затворникът от Азкабан“ от Джоан Роулинг, изд. „Егмонт“, 2001.
- „Хари Потър и Огненият бокал“ от Джоан Роулинг, изд. „Егмонт“, 2002.
- „Какво видя кучето и други истории“ от Малкълм Гладуел, изд. „Жанет 45“, 2012.
- „Наричаха я Грейс“ от Маргарет Атууд, изд. „Лъчезар Минчев“, 2001. / изд. „Orange Books“, 2023.
- „Анн от фермата „Зелените стрехи““ от Луси Мод Монтгомъри, изд. „Orange Books“, 2024.